# Han Bong-zin
Han Bong-zin   (Pyongyang, 2 de setembre de 1945), també Han Bong Jin, fou un futbolista nord-coreà de la dècada de 1960.
Fou internacional amb la selecció de futbol de Corea del Nord amb la qual participà a la copa del Món de futbol de 1966.
A nivell de club destacà com a jugador de 4.25 Sports Club.
Va ser seleccionador nacional els anys 1980–81.